# Canton de Saint-Dizier-2
Le canton de Saint-Dizier-2 est une circonscription électorale française du département de la Haute-Marne.

## Histoire
Un nouveau découpage territorial de la Haute-Marne entre en vigueur à l'occasion des élections départementales de 2015. Il est défini par le décret du 17 février 2014, en application des lois du 17 mai 2013 (loi organique 2013-402 et loi 2013-403). Les conseillers départementaux sont, à compter de ces élections, élus au scrutin majoritaire binominal mixte. Les électeurs de chaque canton élisent au Conseil départemental, nouvelle appellation du Conseil général, deux membres de sexe différent, qui se présentent en binôme de candidats. Les conseillers départementaux sont élus pour 6 ans au scrutin binominal majoritaire à deux tours, l'accès au second tour nécessitant 12,5 % des inscrits au 1er tour. En outre la totalité des conseillers départementaux est renouvelée. Ce nouveau mode de scrutin nécessite un redécoupage des cantons dont le nombre est divisé par deux avec arrondi à l'unité impaire supérieure si ce nombre n'est pas entier impair, assorti de conditions de seuils minimaux. Dans la Haute-Marne, le nombre de cantons passe ainsi de 32 à 17.
Le canton de Saint-Dizier-2 est formé d'une fraction de la commune de Saint-Dizier. Il est entièrement inclus dans l'arrondissement de Saint-Dizier. Le bureau centralisateur est situé à Saint-Dizier.

## Représentation
| Période élective | Période élective | Mandat | Mandat   | Identité                 | Nuance | Nuance | Qualité |
| ---------------- | ---------------- | ------ | -------- | ------------------------ | ------ | ------ | --- |
| 2015             | 2021             | 2015   | 2021     | Jean-Michel Feuillet     |        | LR     | Ancien directeur du site Cogesal-Miko Adjoint au maire de Saint-Dizier Président de la 7e commission (insertion sociale et solidarité)                            |
| 2015             | 2021             | 2015   | 2021     | Élisabeth Robert-Dehault |        | LR     | Maire de Saint-Dizier Vice-présidente déléguée aux partenariats avec les collectivités Ancienne conseillère générale du Canton de Saint-Dizier-Centre (1998-2015) |
| 2021             | 2028             | 2021   | en cours | Domithile Guinoiseau     |        | LR     | Conseillère municipale de Saint-Dizier |
| 2021             | 2028             | 2021   | en cours | Franck Raimbault         |        | DVD    | Adjoint au maire de Saint-Dizier |

### Résultats détaillés

#### Élections de mars 2015
À l'issue du 1er tour des élections départementales de 2015, deux binômes sont en ballottage : Jean-Michel Feuillet et Élisabeth Robert-Dehault (UMP, 47,15 %) et Magali Dubois et Jean-Claude Magnier (FN, 36,63 %). Le taux de participation est de 46,28 % (3 317 votants sur 7 168 inscrits) contre 52,92 % au niveau départemental et 50,17 % au niveau national.
Au second tour, Jean-Michel Feuillet et Élisabeth Robert-Dehault (UMP) sont élus avec 63,15 % des suffrages exprimés et un taux de participation de 44,73 % (1 911 voix pour 3 207 votants et 7 169 inscrits).

#### Élections de juin 2021
Le premier tour des élections départementales de 2021 est marqué par un très faible taux de participation (33,26 % au niveau national). Dans le canton de Saint-Dizier-2, ce taux de participation est de 25,83 % (1 706 votants sur 6 604 inscrits) contre 36,26 % au niveau départemental. À l'issue de ce premier tour, deux binômes sont en ballottage : Domithile Guinoiseau et Franck Raimbault (Union au centre et à droite, 54,57 %) et Jean-Jacques Davignon et Joséphine Gray (RN, 31,4 %).
Le second tour des élections est marqué une nouvelle fois par une abstention massive équivalente au premier tour. Les taux de participation sont de 34,36 % au niveau national, 36,14 % dans le département et 28,41 % dans le canton de Saint-Dizier-2. Domithile Guinoiseau et Franck Raimbault (Union au centre et à droite) sont élus avec 67,23 % des suffrages exprimés (1 186 voix pour 1 878 votants et 6 610 inscrits),,.

## Composition
| Nom                                  | Code Insee | Intercommunalité               | Superficie (km2) | Population (dernière pop. légale)                | Densité (hab./km2) | Modifier                                    |
| ------------------------------------ | ---------- | ------------------------------ | ---------------- | ------------------------------------------------ | ------------------ | ------------------------------------------- |
| Saint-Dizier (bureau centralisateur) | 52448      | CA Saint-Dizier, Der et Blaise | 47,69            | Fraction : 10 386 (2022) Commune : 22 811 (2022) | 478                | modifier les données · modifier les données |
| Canton de Saint-Dizier-2             | 5214       |                                |                  | 10 386 (2022)                                    |                    | modifier les données                        |

Le canton de Saint-Dizier-2 comprend la partie de la commune de Saint-Dizier située à l'intérieur d'un périmètre défini par l'axe des voies et limites suivantes : route de Bar-le-Duc, avenue du Général-Sarrail, avenue de Verdun, rue Berthelot, rue Ernest-Renan, rue Michelet, chemin du Closot, avenue de la République, ligne droite dans le prolongement de la rue Michelet jusqu'au cours de la Marne, cours de la Marne, chemin des Bonnettes, rue du Puits-Royau, rue Godard-Jeanson, rue Paul-Bert, cours de la Marne, ligne de chemin de fer, avenue des États-Unis, avenue Edgard-Pisani, avenue du Président-Kennedy, place du 8-Mai-1945, rue Jean-Cassou, boulevard Henri-Dunant, avenue Raoul-Laurent.

## Démographie
En 2022, le canton comptait 10 386 habitants, en évolution de −5,85 % par rapport à 2016 (Haute-Marne : −4,62 %, France hors Mayotte : +2,11 %).
| 2013   | 2018   | 2022   |
| ------ | ------ | ------ |
| 11 659 | 10 256 | 10 386 |